# Tević
Tević (mađ. Hetvehely, nje. Hetfehell) je selo u južnoj Mađarskoj.
Zauzima površinu od 21,38 km četvornih.

## Zemljopisni položaj
Nalazi se na 46° 8' 4" sjeverne zemljopisne širine i 18° 2' 45" istočne zemljopisne dužine. Korvođa je 1 km sjeveroistočno, Szentkatalin je 3 km sjeverno, Gorica je 2,5 km sjeverozapadno, Bikeš je 2 km zapadno-jugozapadno, Abaliget je 4,5 km istočno, Boda je 4,5 km južno.

## Upravna organizacija
Upravno pripada Selurinačkoj mikroregiji u Baranjskoj županiji. Poštanski broj je 7681. 

## Promet
Nalazi se uz željezničku prugu Budimpešta - Pečuh, sa sjeverne i zapadne strane. Na pruzi je i željeznička postaja.

## Stanovništvo
Tević ima 497 stanovnika (2001.). Većina su Mađari, a najveće manjine Romi kojih je 11% i Nijemci kojih je 15%, imaju svoje manjinske samouprave. 87% seljana su rimokatolici.

## Vanjske poveznice
- (mađ.) Hetvehely a Vendégvárón  Arhivirana inačica izvorne stranice od 1. prosinca 2004. (Wayback Machine)
- Eleš na fallingrain.com